# Taeniopoda gutturosa
Taeniopoda gutturosa är en insektsart som beskrevs av Bolívar, I. 1901. Taeniopoda gutturosa ingår i släktet Taeniopoda och familjen Romaleidae. Inga underarter finns listade i Catalogue of Life.